# Куитмен (округ, Джорджия)
Ку́итмен (англ. Quitman County) — округ штата Джорджия, США. Население округа на 2000 год составляло 2598 человек. Административный центр округа — город Джорджтаун.

## История
Округ Куитмен основан в 1858 году.

## География
Округ занимает площадь 393.7 км2.

## Демография
Согласно Бюро переписи населения США, в округе Куитмен в 2000 году проживало 2598 человек. Плотность населения составляла 6.6 человек на квадратный километр.